# Kylmänjärvi
Kylmänjärvi är en sjö i Finland. Den ligger i kommunen Kuhmo i landskapet Kajanaland, i den östra delen av landet, 500 km nordost om huvudstaden Helsingfors. Kylmänjärvi ligger 189,3 meter över havet. Den är 12,5 meter djup. Arean är 56 hektar och strandlinjen är 5,94 kilometer lång. Sjön  ingår i Uleälvens huvudavrinningsområde. 